# Панаретовци
Панаретовци е село в Югоизточна България. То се намира в община Сливен, област Сливен